# Berginus nigricolor
Berginus nigricolor är en skalbaggsart som beskrevs av Champion 1913. Berginus nigricolor ingår i släktet Berginus och familjen vedsvampbaggar. Inga underarter finns listade i Catalogue of Life.